# 小行星2036
小行星2036（2036 Sheragul）是一颗围绕太阳公转的小行星。1973年9月22日，尼古拉·切爾尼赫在克里米亚发现了此天体。
該小行星以俄羅斯西伯利亞的村莊謝拉古爾（Sheragul）命名。
这颗小行星的绝对星等为306.0918098536263等。